# Рахимова, Ибодат
Ибодат Рахимова — советский хозяйственный, государственный и политический деятель.

## Биография
Родилась в 1922 году в Ходженте. Член КПСС с 1944 года.
С 1941 года — на хозяйственной, общественной и политической работе. В 1941—1985 гг. — учительница, заведующая Учебной частью школы, инструктор районного комитета ЛКСМ Таджикистана, 1-й секретарь Ленинабадского городского комитета ЛКСМ Таджикистана, секретарь, 1-й секретарь ЦК ЛКСМ Таджикистана, заместитель заведующего Отделом ЦК КП Таджикистана, 1-й секретарь Октябрьского районного комитета КП Таджикистана, заместитель заведующего Отделом партийных органов ЦК КП Таджикистана, секретарь ЦК КП Таджикистана, секретарь Президиума Верховного Совета Таджикской ССР.
Избиралась депутатом Верховного Совета Таджикской ССР 3-10-го созыва.
Умерла в Душанбе в 2009 году.